# Olga Barnet
Pour les articles homonymes, voir Barnet.
Olga Barnet (en russe : Ольга Борисовна Барнет, Olga Borissovna Barnet), née le 3 septembre 1951 et morte le 25 juin 2021, est une actrice soviétique et russe.

## Biographie
Olga Barnet est la fille du réalisateur Boris Barnet et de l'actrice Alla Kazanskaïa.
Elle est diplômée de l'Institut d'art dramatique Boris Chtchoukine en 1972 (cours d'Aleksandr Borissov) et se voit acceptée dans la troupe du Théâtre d'art de Moscou, puis, après la scission de la troupe en 1987 elle reste avec Oleg Efremov dans ce qui devient le Théâtre d'art académique Anton Tchekhov.
Elle est nommée artiste du peuple de la fédération de Russie en 1972.

## Filmographie
- Ses débuts au cinéma datent de 1972 où elle interpréta le rôle de la mère dans Solaris d'Andreï Tarkovski.
- 1975 : La Fuite de Monsieur McKinley (Бегство мистера Мак-Кинли, Begstvo mistera Mak-Kinli) de Mikhaïl Schweitzer
- 1988 : Zone interdite (Запретная зона) de Nikolaï Goubenko